# 호키 포키 (아이스크림)

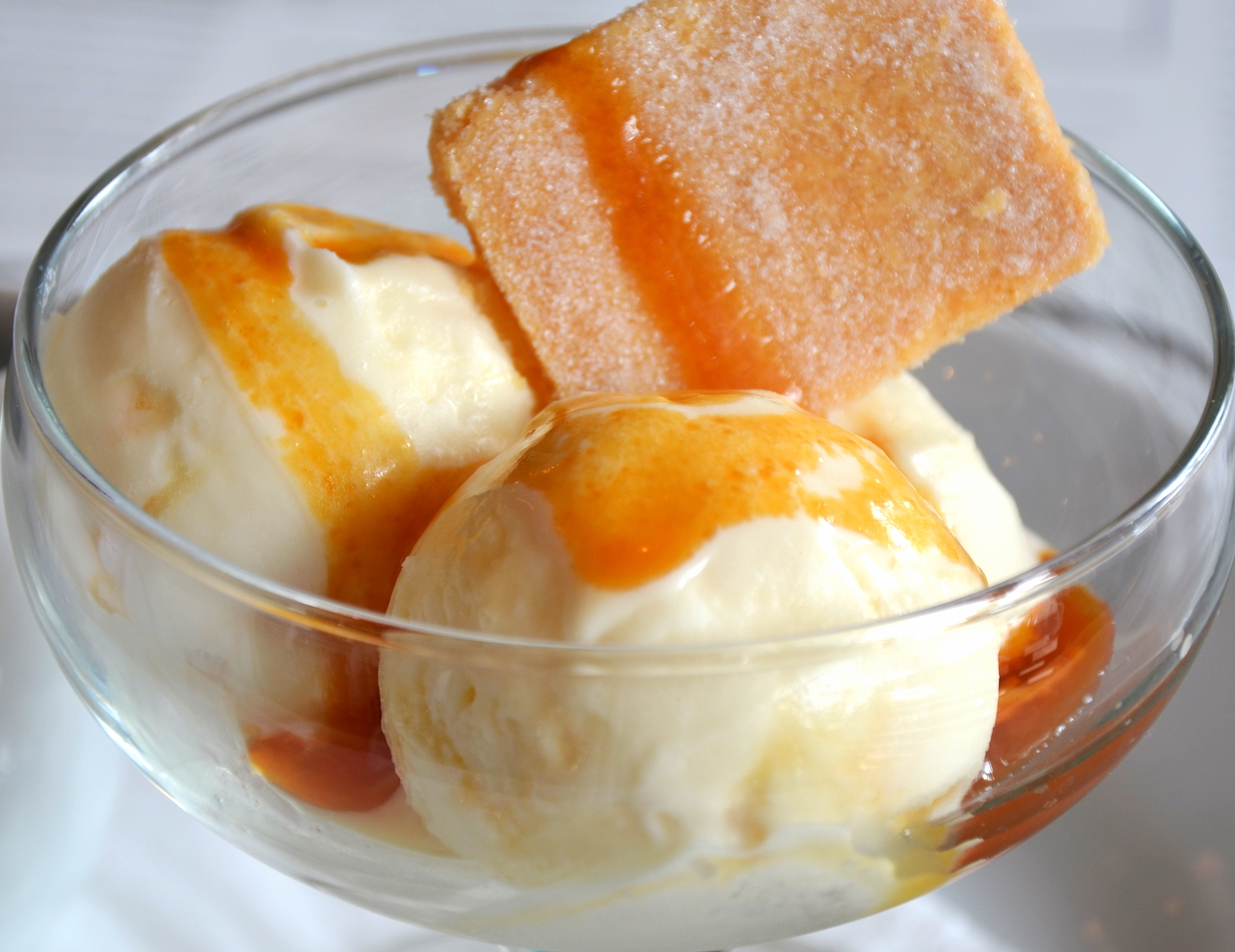

호키 포키는 작고 단단한 벌집 사탕 조각과 바닐라 아이스크림 맛을 지닌 뉴질랜드 아이스크림의 한 종류이다.
호키 포키란 벌집 사탕을 일컫는 뉴질랜드 용어이다. 1980년대까지는 단단한 토피로 만드는 것이 원래의 레시피였으나, 팁톱이란 회사가 마케팅의 변화를 주기위해 작은 볼을 사용하기로 결정하였다.
플레인 바닐라 맛을 이어 가장 대중적인 맛이며, 키위 문화의 대표적인 상징물이다. 일본과 태평양 연안의 국가들로 수출되고 있다.

## 어원
'호키 포키'는 노점상 또는 '호키 포키 맨'들이 영국본토 일부와 뉴욕 등 여러 지역에서 19세기부터 20세기 초까지 팔던 아이스크림을 일컫는 은어이다. 여러 가지 기원에 따르면 대부분 이탈리아 계통이었던 노점상들이 판매권유를 하거나 '호키 포키'라는 구절이 포함된 노래를 사용한 것으로 추측되지만, 확실한 어원은 알려지지 않은 상태이다. '호커스-포커스'라는 용어에서 나왔거나, 몇가지 이탈리아 구절의 변형일 수도 있다. '음식의 백과사전(1923, 뉴욕)'에 따르면 미국에서 사용하는 호키 포키는 '케이크 형태 안에 들어있는 여러 가지 색과 향의 아이스크림을 지칭하는 용어'이며, 'oh che poco - 오 얼마나 작은가'라는 이탈리아 구절에서 기원했다고 한다. “ecco um poco - 여기 한 (작은) 조각이 있어요”라는 다른 비슷한 소리의 이탈리아 어원도 있다.

## 다른 뜻
- “호키 포키”는 콜드스톤 체인점에서 아이스크림 통에 사용하는 인도의 최상급 아이스크림 브랜드이다.
- “호키 포키(아이스크림맨, 1975)”는 리차드 & 린다 톰슨이 만든 노래이다.
- Hokey Pokey’s Ice Creamery는 뉴욕의 코닝 아이스크림 제조회사이다.
- “호키 포키”는 리차크 바커가 만든 마이크 레의 영화 “Topsy Turvy”에서, 무척이나 더운 날 D’oyly-Carte의 사무실을 나서면서 “나 “호키 포키” 먹으러 갈거야, 누가 알든지 말든지.”라고 말한 것으로 참조되었다.

## 메모
```
1 “호키 포키”, 레시피, 이브닝포스트, 1927
2 첼시 설탕 - 호키 포키, Chelsea.co.nz, 2010-10-28 재검색
3 “호키 포키 - 뉴질랜드 아이들의 레시피(키위와이즈)”. Kiwiwise.co.nz, 2010-10-28 재검색
4 “인기있는 키위 레시피 - 머랭, 아즈낙 비스킷, 구운 양, 파이크렛(핫케이크의 일종-역자), 외”, Kiwianatown.co.nz, 2010-10-28 재검색
5 “뉴질랜드 아이스크림 산업”, Nzicecream.org.nz, 2010-10-28 재검색
6 “키위아나”, 크라이스트처치 시립 도서관 2010-05-04,2010-10-28 재검색
7 캐서린 마스터(2001-10-27) “이건 아이스크림 콘 속의 스캔들이예요”, 뉴질랜드 헤럴드. 2011-10-3 재검색
8 
http://www.littlebookroom.com/historicshopsNY.hitml%5B깨진+링크(과거+내용+찾기)%5D
, Littlebookroom.com
```

## 참고자료
- 에드먼드 포테. ““호키 포키와 모든 것 : 아이스크림의 역사”. 2007년 6월 30일에 원본 문서에서 보존된 문서. 2016년 6월 7일에 확인함. — 여러 가지 다른 가설들을 보여주고 있다.
- 오늘의 전문가의 말 : 호키
- 호키 포키의 기원을 찾아서
- 롱화이트키드 : 호키 포키 아이스크림 역사탐험